# Campos Challenger 1992
Il Campos Challenger 1992 è stato un torneo di tennis facente parte della categoria ATP Challenger Series nell'ambito dell'ATP Challenger Series 1992. Il torneo si è giocato a Campos do Jordão in Brasile dal 13 al 19 luglio 1992 su campi in cemento.

## Vincitori

### Singolare
Richard Matuszewski ha battuto in finale  Danilo Marcelino con il punteggio di 4–6, 7–6, 7–6

### Doppio
José Daher /  Mario Tabares hanno battuto in finale  Donald Johnson /  Tom Mercer con il punteggio di 6–3, 6–7, 6–3